# Manuel Pérez Martínez
Gregorio Manuel Pérez Martínez (* 9. Mai 1943 in Alfamén, Provinz Saragossa, Spanien; † 14. Februar 1998 in Kolumbien) war ein spanischer Guerilla-Führer in Kolumbien.

## Biografie
Pérez Martínez, der ursprünglich spanischer Staatsangehöriger war, studierte zunächst Katholische Theologie. Nach seiner Priesterweihe 1966 war er als Arbeiterpriester in Frankreich tätig. Dann arbeitete er als Priester in Haiti, der Dominikanischen Republik sowie Kolumbien. Aus allen drei Ländern wurde er von den Regierungen jeweils ausgewiesen, nachdem diesen seine Arbeit mit Arbeitern und der armen Bevölkerung missfiel.
1968 kam er zusammen mit zwei andern spanischen Priestern, Domingo Laín Sáenz und José Antonio Jiménez Comín, nach Kolumbien. Dort wirkten sie in der karibischen Hafenstadt Cartagena als Prediger im Armenviertel Chambacú. Dort kam er auch in Kontakt mit mehreren Priestern der Befreiungstheologie und wurde insbesondere inspiriert von Pater Camilo Torres. Dieser war ein couragierter religiöser und politischer Führer, der 1966 der Guerillabewegung Ejército de Liberación Nacional (ELN) beigetreten war und kurz darauf am 15. Februar 1966 bei Gefechten mit Regierungstruppen ums Leben kam.
1969 kehrte Martínez kurz nach seiner Abschiebung wieder illegal nach Kolumbien zurück und trat zusammen mit Laín und Jiménez der ELN bei. Nach dem Beginn seines bewaffneten Kampfes wurde er exkommuniziert. In der Guerilla wurde er Padre Pérez, El Cura Pérez oder Manolo genannt.
Von 1982 bis zu seinem Tod war er politischer Verantwortlicher der ELN. Unter seiner Leitung wurde die Guerillaorganisation komplett umstrukturiert. Statt der bis dahin vertikalen Kaderstruktur wurde der „demokratische Zentralismus“ eingeführt. Die einzelnen Strukturen erhielten partielle Autonomie und die Organisation bekam interne Statute. Auf Kongressen wurden die strategischen Linien von der Militancia (permanente Mitglieder der Organisation) definiert. Unter der Regie von Manuel Pérez grenzte sich die ELN im Gegensatz zu anderen kolumbianischen Guerrillaorganisationen streng vom Drogenhandel ab. Sie setzte zu ihrer Finanzierung stattdessen auf Zwangsabgaben und Entführungen.
Er starb am 14. Februar 1998 an Hepatitis und wurde an einem unbekannten Ort in der Serranía de San Lucas beigesetzt.